# Henrik Amnéus
Johan Henrik Vilhelm Amnéus, född 2 maj 1935 i Göteborg, död 14 maj 2020 i Oscars distrikt, Stockholm, var en svensk diplomat.

## Biografi
Amnéus var son till jur. kand. Johan Amnéus och Karin Hegardt. Han tog reservofficersexamen i flottan 1956 och diplomerades från Handelshögskolan i Stockholm 1960. Han blev attaché vid Utrikesdepartementet (UD) 1961 och tjänstgjorde som attaché och därefter som ambassadsekreterare i Bryssel 1963, andre ambassadsekreterare i Bagdad 1965, vid UD 1967, Bukarest 1971, New York 1975, vid UD 1978, som minister vid FN-delegationen i New York 1981 och ambassadör i Bagdad 1988–1991.
Han gifte sig 1964 med Catarina Adelswärd. Henrik Amnéus är begravd på Galärvarvskyrkogården i Stockholm.